# Bryan Willman

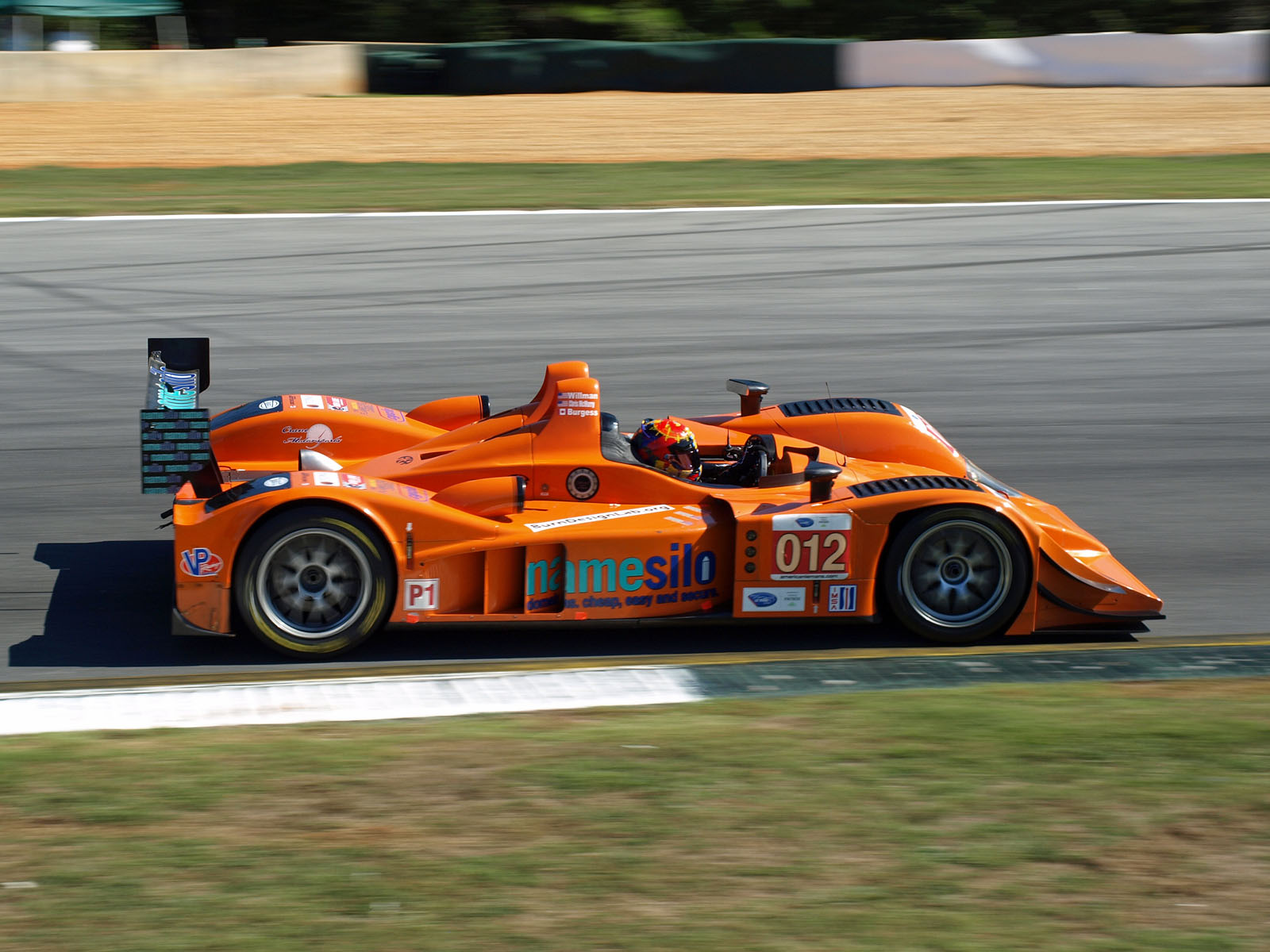
Der von Bryan Willam beim Petit Le Mans 2011 gefahrene Lola B06/10

Bryan Mark Willman (* 22. Dezember 1959 in Maquoketa) ist ein ehemaliger US-amerikanischer Autorennfahrer.

## Karriere
Bryan Willman war in den 2000er-Jahren als Sportwagenpilot aktiv. Er war regelmäßiger Starter in der American Le Mans Series, wo er 2002 Gesamtfünfter in der LMP675-Klasse wurde. 2005 wurde er auch einem Riley & Scott Mk IIIC Gesamtsechster in LMP1-Klasse.
Bei drei Starts beim 24-Stunden-Rennen von Le Mans kam er nach Ausfällen nie ins Schlussklassement. Auch in Sebring überwogen die Ausfälle. Die beste Platzierung war der 20. Endrang 2007.

## Statistik

### Le-Mans-Ergebnisse
| Jahr | Team                  | Fahrzeug      | Teamkollege   | Teamkollege   | Platzierung | Ausfallgrund    |
| ---- | --------------------- | ------------- | ------------- | ------------- | ----------- | --------------- |
| 2003 | Team Bucknum Racing   | Pilbeam MP91  | Jeff Bucknum  | Chris McMurry | Ausfall     | Defekt          |
| 2008 | Autocon Motorsports   | Creation CA07 | Michael Lewis | Chris McMurry | Ausfall     | Unfall          |
| 2010 | Michael Lewis Autocon | Lola B06/10   | Michael Lewis | Tony Burgess  | Ausfall     | Getriebeschaden |

### Sebring-Ergebnisse
| Jahr | Team                | Fahrzeug              | Teamkollege   | Teamkollege   | Platzierung | Ausfallgrund    |
| ---- | ------------------- | --------------------- | ------------- | ------------- | ----------- | --------------- |
| 2002 | Team Bucknum Racing | Pilbeam MP84          | Pierre Ehret  | Chris McMurry | Ausfall     | Motorschaden    |
| 2003 | Team Bucknum Racing | Pilbeam MP91          | Jeff Bucknum  | Chris McMurry | Ausfall     | Elektrik        |
| 2004 | Team Bucknum Racing | Pilbeam MP91          | Jeff Bucknum  | Chris McMurry | Ausfall     | Reifenschaden   |
| 2005 | Autocon Motorsports | Riley & Scott Mk IIIC | Michael Lewis | Tomy Drissi   | Ausfall     | Getriebeschaden |
| 2006 | Autocon Motorsports | MG-Lola EX257         | Michael Lewis | Chris McMurry | Ausfall     | Mechanik        |
| 2007 | Autocon Motorsports | MG-Lola EX257         | Michael Lewis | Chris McMurry | Rang 20     |                 |
| 2008 | Autocon Motorsports | Creation CA06/H       | Tony Burgess  | Chris McMurry | Ausfall     | Mechanik        |
| 2009 | Autocon Motorsports | Lola B06/10           | Tony Burgess  | Chris McMurry | Ausfall     | Elektrik        |